# 136
Het jaar 136 is het 36e jaar in de 2e eeuw volgens de christelijke jaartelling.

## Gebeurtenissen

### Italië
- In Rome laat keizer Hadrianus de Tempel van Jupiter Optimus Maximus herbouwen op de Capitolina heuvel.
- Hadrianus adopteert Lucius Ceionus Commodus, hij krijgt de titel Caesar en benoemd hem tot troonopvolger.
- Hyginus (136 - 140) volgt Telesforus op als de negende paus van Rome. Hij voert het peterschap in.

### Palestina
- De Joden krijgen op straffe des doods een verbod om de stad Colonia Aelia Capitolina (gebouwd op de ruïnes van Jeruzalem) te betreden.

## Overleden
- Lucius Julius Ursus Servianus, Romeins politicus
- Vibia Sabina, keizerin en echtgenote van Hadrianus